# Anthony Pascal Rebello
Anthony Pascal Rebello SVD (ur. 18 marca 1950 w Nairobi, zm. 4 maja 2024 w Tati Siding) – kenijski duchowny katolicki posługujący w Botswanie, werbista, w latach 2021–2024 biskup Francistown.

## Życiorys

### Prezbiterat
W 1976 złożył śluby w zgromadzeniu księży werbistów. Święcenia kapłańskie przyjął 10 maja 1977 w Indiach, gdzie posługiwał przez dwa kolejne lata. W 1981, po studiach teologii pastoralnej na Uniwersytecie Gregoriańskim w Rzymie trafił jako misjonarz do Botswany, w późniejszym czasie pracował kolejno w ojczystej Kenii, Antigui i Barbudzie, Angoli, Indiach i od 2003 ponownie w Botswanie.

### Episkopat
5 lipca 2021 papież Franciszek mianował go biskupem diecezji Francistown w Botswanie. Sakry biskupiej udzielił mu 4 września 2021 biskup Gaborone Franklyn Nubuasah, któremu towarzyszyli arcybiskup metropolita Pretorii Dabula Anthony Mpako i nucjusz apostolski arcybiskup Peter Bryan Wells.
Zmarł 4 maja 2024.